# Wilmington (Carolina do Norte)
Wilmington é uma cidade localizada no estado norte-americano de Carolina do Norte, no Condado de New Hanover.

## Demografia
Segundo o censo norte-americano de 2000, a sua população era de 75.838 habitantes.
Em 2006, foi estimada uma população de 95.944, um aumento de 20106 (26.5%).

## Geografia
De acordo com o United States Census Bureau tem uma área de
107,4 km², dos quais 106,2 km² cobertos por terra e 1,2 km² cobertos por água. Wilmington localiza-se a aproximadamente 10 m acima do nível do mar.

## Localidades na vizinhança
O diagrama seguinte representa as localidades num raio de 8 km ao redor de Wilmington.